# タルクィニオ・メールラ

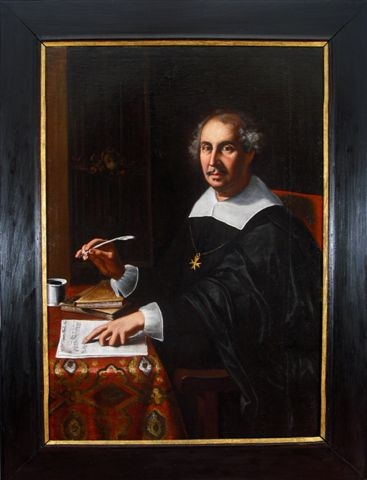
タルクィニオ・メールラ

タールキニオ・メールラ（Tarquinio Merula、1594年/1595年 – 1665年12月10日）はバロック時代初期に活躍したイタリアの作曲家、オルガン、ヴァイオリン奏者。主にクレモナで活動していたが、様式のうえからはヴェネツィア楽派に属する。彼は17世紀前半における、もっとも先進的な音楽家の一人で、特に新しいテクニックを積極的に宗教音楽に適用した点が注目される。

## 生涯
メールラはクレモナに生れ、おそらくこの地で音楽の手ほどきをうけ、オルガニストとして雇われたと考えられている。1616年にローディの聖母マリア戴冠教会（S Maria Incoronata）のオルガニストの職を得る。1621年までローディに留まったが、この年、ポーランドのワルシャワへ移り、ジグムント3世の宮廷オルガニストとなった。
1626年、クレモナに帰り、翌1627年、聖堂の楽長（maestro di cappella）となるも、ここには4年間しか留まらず、1631年にベルガモの楽長へ転職している。ベルガモでは前任者アレッサンドロ・グランディ（Alessandro Grandi）はじめ、多くの楽員が1630年にイタリア北部の多くの町を襲った黒死病の大流行で亡くなり、メールラは楽隊を再建するために多くの労力をさくこととなった。
その後、メールラは、弟子の一部とのトラブルに巻き込まれ、わいせつ行為で訴えられてしまった。彼はクレモナに再度戻り、そこで1635年までを過ごす。この時期には雇い主ともたびたび問題を起こしていたようで、クレモナの行政当局と幾度も争ったあと、再びベルガモに戻り、前とは別の教会に勤めるも、前任教会の楽員を雇用することは一切禁じられてしまったのであった。1646年、再度、そして最後にクレモナに戻り、1665年に死を迎えるまでラウーディ・デッラ・マドンナ教会（Laudi della Madonna）で勤めた。

## 作品と影響
メールラは、バロック時代に成熟していくことになる幾つかの重要な音楽形式、すなわちカンタータ、アリア、ソナタ（教会ソナタ・室内ソナタ）通奏低音付き変奏曲 そしてシンフォニアなどの初期の発達に寄与した重要な存在の一人である。
宗教音楽ではクラウディオ・モンテヴェルディのあとを追い、そのテクニックを多く模倣しているが、その一方で、弦楽アンサンブルを伴う独唱のためのモテットを作曲するといった新しい試みも行っている。1639年、1640年、1652年の出版譜には、ルッジェーロ形式や、ロマネスカ形式のバッソ・オスティナートを用いたミサ曲がいくつか含まれる。また幾つかの作品はジョヴァンニ・ガブリエーリのコンチェルタート様式に似ており、現代的な調性感を強く感じさせるものである。
世俗音楽では、器楽合奏を伴う独唱のマドリガーレがあり、時折、モンテヴェルディ様式のスティーレ・コンチタート（stile concitato 興奮した様式の意、同音の激しい繰り返しなどの音型を用いる）を使用している。また形式上は、アリアとレチタティーヴォが分かれるといった後期バロックのカンタータを先取りするような点もみられる。オペラも1作品作曲しており、1643年にストロッツィ（Giulio Strozzi）の台本による「偽才女」（La finta savia）を製作している。ほかに、数多くの器楽カンツォーナを作曲しており、部立てを持つ構造は教会ソナタの様式の先駆けであるし、弦楽器、特にヴァイオリンのための作品は、極めて完成した語法をもっており、これもまた後期バロックの作品の先駆けということができる。
さらにそのほかに、北イタリアで当時流行していた形式をすべて網羅するかのように、カンツォネッタ、対話音楽、鍵盤用トッカータやカプリッチョ、半音階的ソナタなどを数多く作曲している。
メールラの作品全集は、1974年にニューヨーク・ブルックリン社から出版されている(T. Merula:  Opere complete, ed. A. Sutkowski)。